# Jevgenij Sitochin

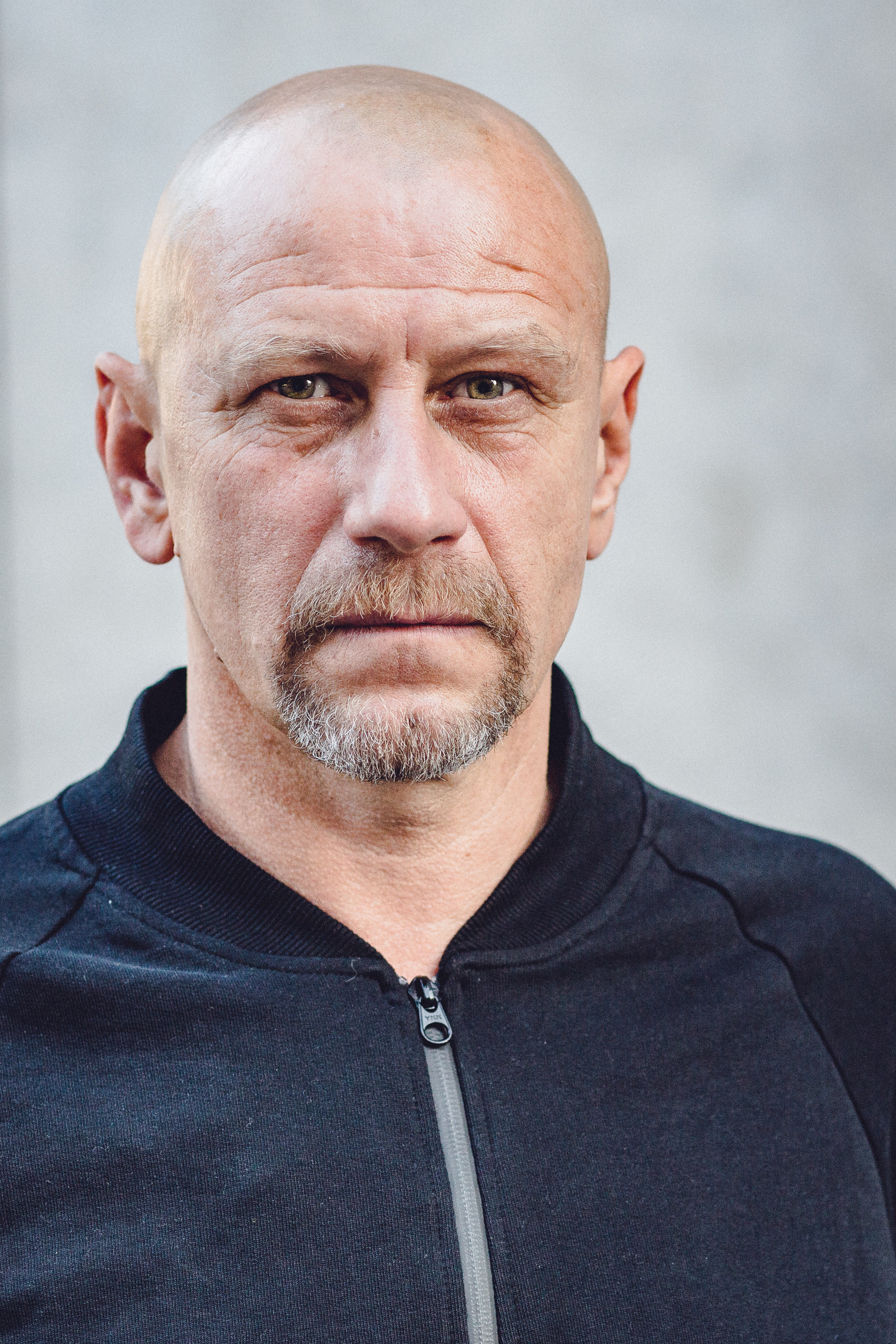
Jevgenij Sitochin 2016

Jevgenij Sitochin (* 14. April 1959 in Leninsk, Sowjetunion) ist ein österreichischer Schauspieler und Theaterregisseur russischer Herkunft.

## Biografie
Jevgenij Sitochin studierte an der Russischen Akademie für Theaterkunst und dem Theaterstudio für Bewegungsimprovisation Puschkin Theater Moskau. Bis 1991 spielte er am Theater in Moskau und Leningrad. Anschließend siedelte er nach Mitteleuropa um, wo er später die österreichische Staatsbürgerschaft annahm. Er spielte am Burgtheater Wien, Schauspielhaus Zürich, Schauspielhaus Hamburg und am Maxim-Gorki-Theater, wobei er mit Regisseuren wie Leander Haußmann, George Tabori, Peter Greenaway und Andreas Kriegenburg zusammenarbeitete. Vereinzelt inszenierte Sitochin auch selbst Theaterstücke.
Parallel dazu spielt er seit Anfang der 2000er-Jahre regelmäßig beim österreichischen und deutschen Film. In Fernseh- und Kinofilmen wie Die Bourne Verschwörung, Novemberkind und Ruhm spielte er kleinere und größere Rollen, die häufig Osteuropäer und vereinzelt Russen darstellten.
Aus einer früheren Beziehung mit der Schauspielerin Anne Bennent hat er einen Sohn (* 1999).

## Filmografie
- 1993: Stille Wasser
- 1998: Tatort: Russisches Roulette
- 2000: Die Polizistin
- 2004: Baal
- 2004: Das Bernstein-Amulett
- 2004: Die Bourne Verschwörung (The Bourne Supremacy)
- 2004: Marie Bonaparte
- 2005: Tatort: Erfroren
- 2005: Fremde Haut
- 2005: Mein Name ist Eugen
- 2006: Eine Stadt wird erpresst
- 2006: Ein Fall für zwei – Todesangst
- 2006: Nicht alle waren Mörder
- 2006: Vier Töchter
- 2006: Ein starkes Team: Gier
- 2007: Midsummer Madness
- 2008: Die Frau aus dem Meer
- 2008: KDD – Kriminaldauerdienst (Fernsehserie, fünf Folgen)
- 2008: Unschuld
- 2008: Novemberkind
- 2008: Mutig in die neuen Zeiten: Alles anders
- 2009: Durch diese Nacht
- 2009: Flug in die Nacht – Das Unglück von Überlingen
- 2009: Tatort: Schiffe versenken
- 2010: Poll
- 2010: Kreutzer kommt
- 2010: Im Angesicht des Verbrechens
- 2010: Nachtschicht – Das tote Mädchen
- 2011: 4 Tage im Mai
- 2011: Die Minensucherin
- 2011: Der Mann mit dem Fagott
- 2011: Nina sieht es …!!!
- 2011: Tatort: Der Tote im Nachtzug
- 2012: Die Schuld der Erben
- 2012: Tatort: Kein Entkommen
- 2012: Ruhm
- 2013: Alles Schwindel (Fernsehfilm)
- 2013: SOKO Donau – Der Heilige der Verdammten
- 2013: Tatort: Schwindelfrei
- 2014: Alarm für Cobra 11 – Die Autobahnpolizei – Die letzte Nacht
- 2014: The Game
- 2016: Polizeiruf 110: Der Preis der Freiheit
- 2016: Pregau – Kein Weg zurück
- 2016: Ein starkes Team: Tödliche Botschaft
- 2017: Kundschafter des Friedens
- 2017: Leanders letzte Reise
- 2017: Tatort: Kriegssplitter
- 2017: Papa Moll und die Entführung des fliegenden Hundes
- 2017: Grießnockerlaffäre
- 2019: Tatort: Weiter, immer weiter
- 2020: Ziemlich russische Freunde
- 2023: Tatort: Azra
- 2023: Operation White Christmas
- 2023: Die Whistleblowerin
- 2023: Der Usedom-Krimi: Schlepper
- 2024: Tatort: Zerrissen